# Sonia Evans
Sonia Evans, även känd som Sonia, född 13 februari 1971 i Skelmersdale, Lancashire, är en brittisk sångerska. 
Evans lanserades i slutet av 1980-talet av demonproducenterna Stock Aitken Waterman. Hennes största hit var "You'll never stop loving me" (1989) som nådde förstaplatsen på brittiska topplistan. 
Hon blev den första kvinnliga brittiska artist att uppnå fem topp-20-hitsinglar från ett enskilt album, Everbody knows (1990). Mellan 1989 och 1993 hade hon elva brittiska topp-30-hits, exempelvis "Listen to Your Heart" (1989), "Counting Every Minute" (1990) och "Only Fools (Never Fall in Love)" (1991).
Hon representerade Storbritannien i Eurovision Song Contest 1993, där hon slutade tvåa med "Better the Devil You Know".